# Basalia cucullatelloides
Basalia cucullatelloides là một loài bướm đêm thuộc họ Erebidae. Nó được tìm thấy ở south-central Ấn Độ.
Con trưởng thành bay vào tháng 9.
Sải cánh dài 12–15 mm. 